# Rudolf Cornely
 (novembre 2022).
La mise en forme du texte ne suit pas les recommandations de Wikipédia : il faut le « wikifier ».
Les points d'amélioration suivants sont les cas les plus fréquents :
- Les titres sont pré-formatés par le logiciel. Ils ne sont ni en capitales, ni en gras.
- Le texte ne doit pas être écrit en capitales (les noms de famille non plus), ni en gras, ni en italique, ni en « petit »…
- Le gras n'est utilisé que pour surligner le titre de l'article dans l'introduction, une seule fois.
- L'italique est rarement utilisé : mots en langue étrangère, titres d'œuvres, noms de bateaux, etc.
- Les citations ne sont pas en italique mais en corps de texte normal. Elles sont entourées par des guillemets français : « et ».
- Les listes à puces sont à éviter, des paragraphes rédigés étant largement préférés. Les tableaux sont à réserver à la présentation de données structurées (résultats, etc.).
- Les appels de note de bas de page (petits chiffres en exposant, introduits par l'outil «  Source ») sont à placer entre la fin de phrase et le point final[comme ça].
- Les liens internes (vers d'autres articles de Wikipédia) sont à choisir avec parcimonie. Créez des liens vers des articles approfondissant le sujet. Les termes génériques sans rapport avec le sujet sont à éviter, ainsi que les répétitions de liens vers un même terme.
- Les liens externes sont à placer uniquement dans une section « Liens externes », à la fin de l'article. Ces liens sont à choisir avec parcimonie suivant les règles définies. Si un lien sert de source à l'article, son insertion dans le texte est à faire par les notes de bas de page.
- La présentation des références doit suivre les conventions bibliographiques. Il est recommandé d'utiliser les modèles {{Ouvrage}}, {{Chapitre}}, {{Article}}, {{Lien web}} et/ou {{Bibliographie}}. Le mode d'édition visuel peut mettre en forme automatiquement les références.
- Insérer une infobox (cadre d'informations à droite) n'est pas obligatoire pour parachever la mise en page.

Pour une aide détaillée, merci de consulter Aide:Wikification.
Si vous pensez que ces points ont été résolus, vous pouvez retirer ce bandeau et améliorer la mise en forme d'un autre article.
Pour les articles homonymes, voir Cornely.
Karl Josef Rudolf Cornely (19 avril 1830, à Breyell en province de Rhénanie - 3 mars 1908, à Trèves, province de Rhénanie), est un bibliste jésuite prussien.

## Biographie

### Formation
Né en 1830 dans le village de Breyell, en Rhénanie, il est étudiant à Münster en Westphalie en philosophie et en Théologie. En 1852, il rejoint la Compagnie de Jésus. Son noviciat terminé, il est envoyé pour deux ans à Paderborn et à Bonn afin de faire sa philosophie. Au terme de cette première étape de formation il est envoyé à Feldkirch pour y enseigner le latin, le grec et l'allemand. Après cette expérience d'enseignement, il retourne à Paderhorn pour terminer sa théologie et être ordonné prêtre en 1860 .
Les années suivantes, il se consacre à l'étude de l'Écriture Sainte, ce qui le conduit à voyager en Allemagne, en Orient (Ghazir, Beyrouth, Égypte) ou encore à Paris. Il acquiert une connaissance approfondie du syriaque, de l'arabe, du sarmate et de l'araméen. En 1865 il est enfin nommé professeur d'écritures et de langues orientales à Maria-Laach .

### Editeur de la revue mensuelle 'Stimmen aus Maria-Laach'
Lorsque les jésuites fondent le périodique Stimmen aus Maria-Laach, le père Cornely en devient d'abord un collaborateur régulier puis son rédacteur en chef. Cette revue visant à sensibiliser le public catholique aux questions scientifiques, philosophiques, théologiques et sociales devient aussi pour lui une tribune dans laquelle il défend la Compagnie de Jésus et l'Église contre ses détracteurs .
L'expulsion des jésuites d'Allemagne en 1872 interrompt sa carrière de professeur et rend sa tâche d'éditeur plus difficile. Il s'établit à Tervuren près de Bruxelles, et réussit non seulement à maintenir en vie la revue mais aussi à en renforcer l'influence sur l'Allemagne catholique.
Une étape importante dans le développement de la revue est en 1876 le lancement des premiers suppléments (Ergänzungshefte) traitant de théologie, philosophie, littérature et science, en 1876 permettant à des Jésuites comme Tilman Pesch (de) de se faire un nom.

### La revue 'Missions catholiques allemandes'
Cornely fonde par ailleurs en 1873 Die katholischen Missionen. Destinée aux lecteurs catholiques allemands, cette revue devait décrire les travaux et les succès des missionnaires allemands à l'étranger. Le travail est bientôt réparti : Cornely rédige les rapports sur l'Europe et l'Australie ; Baumgartner fait un rapport sur l'Asie ; Kreiten sur l'Afrique ; et von Hummelauer sur l'Amérique .

### Enseignant à Rome
En 1879, Cornely est nommé professeur d'exégèse à l'université grégorienne de Rome. Avec l'aide de ses confrères biblistes (Joseph Knabenbauer et Franz von Hummelauer) il planifie et écrit les premiers volumes du Cursus Scripturæ Sacræ, une encyclopédie biblique exhaustive. Cornely entreprend d'écrire les introductions générales et les commentaires des épîtres de saint Paul sans néanmoins pouvoir achever l'ensemble de son vivant.
En 1899 il se retire à Blijenbeek aux Pays-bas puis à Treves où il meurt en 1908.

## Ouvrages
Parmi ses écrits figurent : 
- Introductio generalis in UT libros sacros" (Paris, 1893)
- Introductio specialis in historicos VT libros" (Paris, 1897)
- Introductio specialis in didacticos et propheticos VT libros" (Paris, 1897)
- Introductio specialis in singulos NT libros" (Paris, 1897)
- Historicæ et criticæ Introductionis in UT libros Compendium" (Paris, 1900)
- Synopsis omnium librorum sacrorum" (Paris, 1899)
- Synopsis du Psalmorum" (Paris, 1899)
- Analyse librorum sacrorum NT" (Paris, 1888)
- Commentaire in priorem ép. à Corinthe" (Paris, 1890)
- Commentarius in epistolas ad Cor. alterum et ad Galatas" (Paris, 1892)
- Commentaire en ép. ad Romanos" (Paris, 1896)
- Leben des sel. Petrus Faber" (Fribourg, 1900)
- Leben des sel. Spinola" (Mayence, 1868)